# Katoviška koča
Katoviška koča (nemško Kattowitzer Hütte) je avstrijska planinska postojanka v Visokih Turah. Koča, zgrajena leta 1929, prenovljena 1978, se nahaja na višini 2.320 m ob jugozahodnem vznožju gore Großer Hafner, v skupini Ankogla. Odprta je od začetka julija do konca septembra, upravlja pa jo katoviška sekcija Nemškega planinskega društva (DAV) s sedežem v Salzgitterju.

## Dostopi
Koča je normalno dostopna s parkirišča pri akumulacijskem jezeru Kölnbrein (1902 m.n.v.), kot tudi z nižje ležečega izhodišča pri turistično-planinski postojanki Gmünder Hütte (1187 m) ob visokogorski cesti Malta Hochalmstraße, občina Malta, Gmünd.

## Ture
Koča se nahaja ob poti vzpona na Veliki Hafner (3.076 m, 2 - 2½h), glavni vrh tega dela skupine Ankogel. Od koče se je možno povzpeti tudi na Großer oz. Maltauer Sonnblick (3.030 m) in na Kölnbreinspitze (2.934 m).